# Kana Kitahara
Kana Kitahara (født 17. december 1988) er en japansk fodboldspiller. Hun har tidligere spillet for Japans kvindefodboldlandshold.

## Japans fodboldlandshold
| Japans landshold | Japans landshold | Japans landshold |
| År               | Kmp              | Mål              |
| ---------------- | ---------------- | ---------------- |
| 2013             | 1                | 0                |
| 2014             | 6                | 0                |
| 2015             | 2                | 0                |
| Total            | 9                | 0                |